# Huta Zabrze

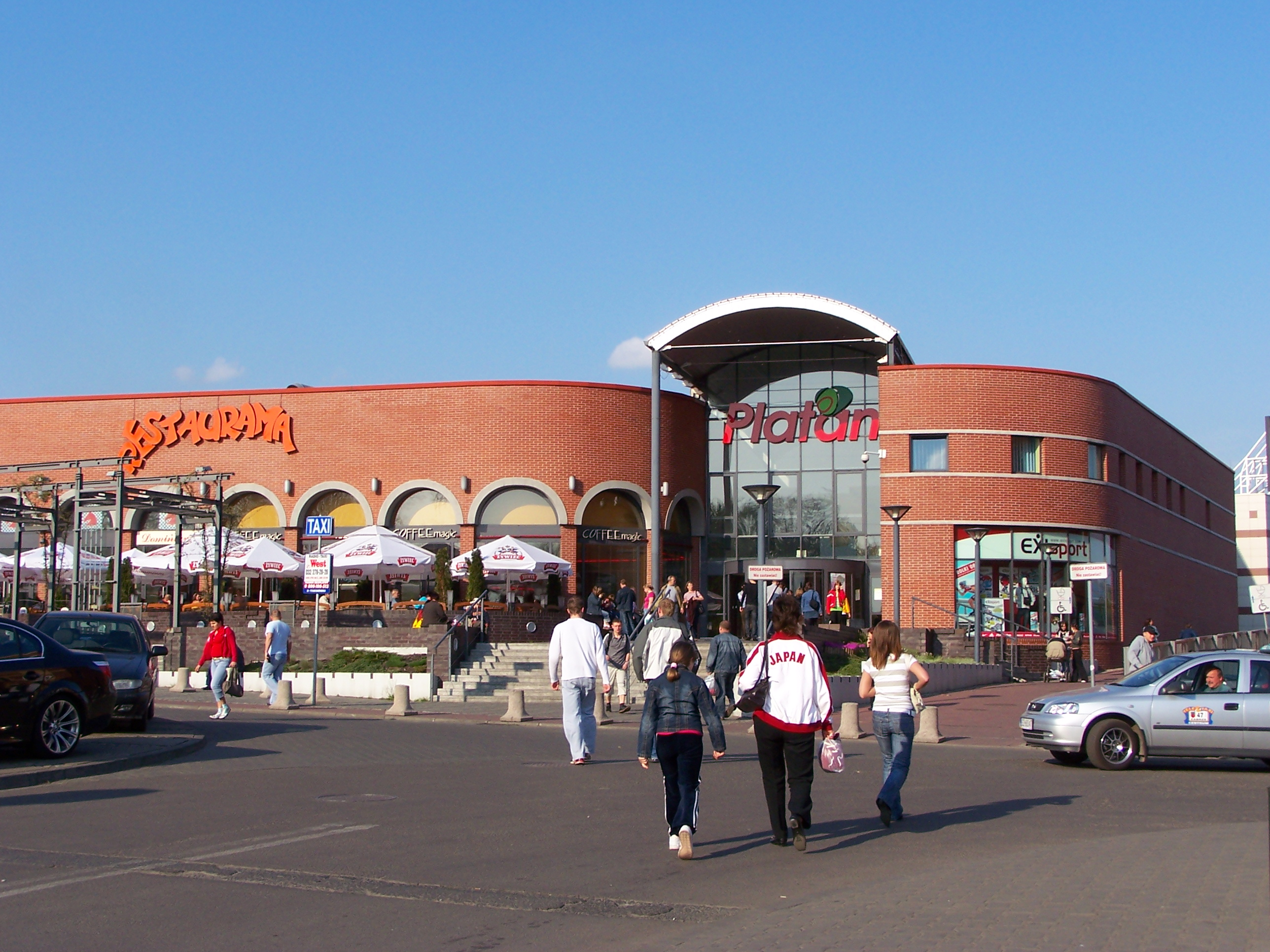
CH Platan. Pod koniec lat 90. prawie wszystkie wydziały przedsiębiorstwa zostały zlikwidowane, a na ich terenie powstało w 2003 roku Centrum Handlowe „Platan”.

Huta Zabrze (wcześniej Huta Donnersmarcka, Huta Donnersmarcków, niem. Donnersmarckhütte) – huta żelaza znajdująca się w Zabrzu.
Huta Zabrze rozpoczęła swoją działalność w 1782 roku, gdy wybudowano wielki piec. Obecnie jest jednym z głównych producentów urządzeń i maszyn dla hutnictwa, koksownictwa, energetyki oraz ochrony środowiska.
W czasach prosperity huta zatrudniała 7 tys. pracowników i miała własny kompleks socjalny z biblioteką pracowniczą, domem starców i salą gimnastyczną. 
Pod koniec lat 90. większość przedsiębiorstwa została zlikwidowana, a na jego terenie powstało w 2003 roku Centrum Handlowe „Platan”. Obecnie funkcjonują jedynie dwa zakłady: Zakład Odlewniczy i Zakład Budowy Maszyn.
Budynek dyrekcji Donnersmarckhütte AG przy ul. Bytomskiej 1, pochodzący z roku 1907, wpisany jest do rejestru zabytków woj. śląskiego.